# Parafia Najświętszego Serca Jezusowego w Rudzie Wielkiej
Parafia pw. Najświętszego Serca Jezusowego w Rudzie Wielkiej – parafia rzymskokatolicka usytuowana w Rudzie Wielkiej. Należy do dekanatu wierzbickiego, który należy z kolei do diecezji radomskiej. 

## Historia
- Według Długosza różne części Rudy oddawały dziesięcinę proboszczowi w Wierzbicy i dziekanowi w Kielcach. Pretensje do dochodów miał także klasztor w Wąchocku. Ruda stanowiła własność Rudzkich herbu Wężyk. W 1569 należała do parafii Wierzbica, a w XIX w. do parafii Kowala. Dawna remiza strażacka przebudowana została w 1981 na kaplicę staraniem miejscowej ludności i ks. Stanisława Zaremby, wikariusza z Kowali i pierwszego proboszcza nowej parafii. Później kaplica została rozbudowana w murowany kościół pw. Najświętszego Serca Jezusowego. Poświęcił go w 1983 bp. Walenty Wójcik. Parafia została erygowana 11 października  1984 przez bp. Edwarda Materskiego z wydzielonych wiosek parafii Kowala i Wierzbica. Rozbudowa kościoła nastąpiła w latach 1997 - 1998 staraniem ks. Jana Staniewskiego.

## Terytorium
- Do parafii należą: Helenów, Ruda Wielka, Stanisławów, Tomaszów[1].

## Proboszczowie
- 1984 - 1992 - ks. Stanisław Zaręba
- 1992 - 2025- ks. Jan Staniewski
- 2025 - nadal- ks. Marek Pionka(administrator)